# 也速儿
也速儿（13世纪—1260年之后），弘吉剌氏，元宪宗蒙哥的王妃，贞节皇后忽都台的妹妹，曾祖德薛禅，姑祖母是元太祖成吉思汗的皇后孛儿帖，父忙哥陈。
出生年份没有记载。元宪宗六年（1256年），姐姐忽都台皇后去世，也速兒继之为皇后。

## 延伸阅读
[在维基数据编辑]
 《新元史/卷104》，出自柯劭忞《新元史》